# 福島城
福島城（ふくしまじょう）は、福島県福島市（陸奥国信夫郡）にあった日本の城。福島藩の藩庁がおかれた。現在、福島県庁が立地している一帯が城跡である。平城ではあるが、城の東方と南方は阿武隈川や荒川が流れており、天然の要害として外堀の役割を果たしていた。

## 概要
現在の福島城跡一帯には福島県庁をはじめ公共機関や民間ビルが立ち並んでおり、庭園跡である紅葉山公園や県庁南に残存している土塁、外堀跡の一部が存在する。福島城（および杉妻城、大仏城）の築城された年は不明であるが、少なくとも古墳時代には既に福島エリアの中枢的建造物が存在したことが確認されている。
現在の住居表示では、杉妻町全域、舟場町の各大半。荒町、中町、大町、上町の各一部が該当する。

## 前史（江戸幕府以前）

### 古代
既に古墳時代からこの土地にある程度の規模を有した建造物が存在したことが、2014年の福島県庁北庁舎建設および大原綜合病院建て替えのため発掘調査が行われた際に判明した。

### 伊達氏の時代
1413年（応永20年）に伊達松犬丸（後の伊達持宗）が懸田定勝と共に鎌倉公方へ反乱を起こした際に立て籠もった大仏城が後の福島城といわれる。大仏城は後に杉妻城（または杉目城）と改められ、天文の乱後は伊達氏家臣の牧野相模守の所領になっている。後、伊達晴宗が嫡子・輝宗に家督を譲って隠居した際に米沢城から杉目城へ移った。このころの信夫郡（現在の福島市一帯）の中心的城郭は晴宗の弟・伊達実元の居城・大森城であり、杉目城は単に晴宗の隠居城としての性格しか持ち合わせていなかった。その後、1577年（天正5年）に晴宗が死去すると、晴宗夫人・裁松院（久保姫）と晴宗末子・直宗が居住した（直宗は天正12年に死去）。1591年（天正19年）の奥州仕置で信夫郡が蒲生氏郷領になると、裁松院は杉妻城を出て、孫の政宗に従って岩手沢（築城の後に岩出山に改名）へ去った。

### 蒲生氏の時代と「福島城」の誕生
蒲生時代に杉妻城に入ったのは木村吉清である。木村氏は葛西大崎一揆により旧領を没収され、氏郷の客将となっていた。吉清は当初大森城へ入ったが、1592年（文禄元年）頃に杉妻城を「福島城」と改称し、大森城から居城を遷した。吉清は信夫郡5万石を与えられており、福島城が信夫郡の中心的城郭になったのである。

## 沿革

### 上杉氏の時代
慶長3年（1598年）、蒲生秀行が宇都宮に移され、福島城を含む信夫郡も会津120万石・上杉景勝の領地となる。当初は水原親憲が福島城の城代を務めていたが、旧領である信達（しんたつ）両郡の奪還を望む伊達氏との緊張が高まる時期には、福島城主として本庄繁長が派遣され、それと入れ替わる形で水原親憲は猪苗代城へと移された。その後、1600年（慶長5年）に伊達政宗が信夫郡に侵攻した際に、福島城の北辺一帯（現在の福島市街地）は戦場になっている（松川の戦い）。
関ヶ原の戦いで敗れた上杉氏の米沢30万石への減封後も、本庄氏は重臣として福島城の城代を務め、繁長の後は充長、重長と続く。その後、信夫郡代官となった芋川正親は再び大森城を拠点とした。
福島・大森城（及び伊達郡の梁川城）の下には、奉行として佐藤氏や小笠原（古川）氏が置かれ、上杉定勝は彼らを肝煎として、福島盆地に西根堰（にしねぜき）水路を完成させ、耕地面積を飛躍的に拡大した。

### 天領および福島藩の時代
その後、1664年（寛文4年）に信夫郡が上杉氏から没収されると、天領約20万石を経て1679年（延宝7年）に本多忠国が福島藩15万石の領主として福島城へ入った。その後天領、堀田氏時代を経て1702年（元禄15年）に板倉重寛が福島藩3万石の領主として入城した。以来、幕末まで約170年間は福島藩板倉氏の居城として機能したのである。
幕末の戊辰戦争時、福島藩板倉氏は奥羽越列藩同盟に参加して薩摩・長州を中心とした西軍と戦ったが、1868年（慶応4年）7月29日に二本松城が落城すると、藩主・板倉勝己は隣藩の米沢藩へ逃亡した。そして、同年9月2日、勝己は二本松城に駐留していた西軍に降伏し、城は西軍に引き渡された。1869年（明治2年）、板倉氏は三河国へ転封され、福島藩は消滅した。

## 構造
板倉氏時代の城の構造及び城域は、『板倉家御歴代略記』附図によってある程度再現することができる。それによれば、現在の県庁駐車場に本丸御殿があり、南東部以外は堀で囲まれていた。本丸御殿の東（現：県庁東分庁舎一帯）は御霊社が祀られていたほか、弾薬庫や役所があった。本丸御殿の南（現：紅葉山公園）は庭園、南西（現：福島県庁）は馬場や鉄砲場、武器庫などがあり、軍事的空間だったことがうかがえる。大手門は現在の県庁正面の道路上で福島警察署と大原綜合病院の南側十字路の辺りにあった。これらの施設を内堀が囲んでおり（ただし、南側は阿武隈川が流れる天然の要害であった）、この内堀の外側には、北から西にかけては侍屋敷のほか練兵所、兵学所などがある軍事的空間、東には米役所や材木蔵などが立ち並ぶ経済的空間であった。そしてこれらの施設を囲むように城の西、北。東側に外堀があった。外堀の西は寺院が立ち並ぶ寺町、北は宿場町があり、これらの街を奥州街道が通っていた（経路は現在の旧国道4号とレンガ通りである）。これらの施設は1873年（明治6年）をもって城跡に陸軍鎮台分営が設置され、ほとんどが破却された。
- 郭内総面積（板倉時代）：75790坪
- 郭内：本丸、二の丸、二の丸御外庭、三の丸など
- 内曲輪（門）：西門、大手門、北門、東門（南西から時計回りに表記）
- 外曲輪（見附）：密語橋口、城道口、馬場町口、大手口、三の丸口（南西から時計回りに表記）

### 大手門
福島城大手門（おおてもん）とは、福島城北側の内曲輪に存在した正門のことである。二階門型の櫓門造り。門櫓の上にシャチを載せていた、立派な造りの門であったとされている。しかし明治の頃には既に保存状態が芳しくなかったこともあり、1873年の陸軍鎮台分営の設置時に破却された。別名「追手門」とも呼ばれていた。福島市立ふくしま南幼稚園横の福島県道148号水原福島線（県庁通り）上に存在していた。「追手御門（おってごもん）」と表記されている文献もあり。
大手門前から北方の信夫山に直進する通りを長らく「大門通り」と呼ばれた。現在の県庁通りを差し、「県庁通り」と呼ばれ始めたのはここ近年の話である。

### 密語橋口
福島城密語橋口（ささやきばしぐち）とは、福島城南側の外曲輪に存在した出入口のことで見附番所が置かれていた。密語橋口の両詰には密語橋通り沿いに武家屋敷が立ち並んでいた。「私語口（ささやきぐち）」と表記されている文献もあり。
場所は現在の杉妻会館横の福島市道中町・柳町線（密語橋通り）上にあり。昭和期に外堀が埋め立てられ暗渠化する以前は石橋が架けられていた。
密語橋口に架けられていた「密語橋（ささやきばし）」は江戸時代未明に信夫郡南西部の立派な杉の大樹が使われた木橋でだったとされ、福島の民話「王老杉伝説（おろすでんせつ）」で舞台になった架橋である。王老杉伝説に登場する大杉には体も立派で顔立ちも凛々しい男性の姿をした精が登場し女子を惹きつけていたと伝えられている。そのことから密語橋を渡った人には美男のご利益、縁結びのご利益があると言われている。
現在、外堀および密語橋跡には石畳が荒町から杉妻町にかけて敷き詰められている（裏路地に外堀の石積みの一部現存する）。石橋そのものは杉妻会館の庭園内に縮小移設され密語橋は現存し続けている。

### 城道口
福島城城道町口（しろみちぐち）とは、福島城西端の外曲輪に存在した出入口のことである。現在の城道通り（市道名不明・荒町と中町との町境）と福島市道本町・荒町線（外堀通り）の交差部に位置していた。「西口（にしぐち）」「西門口（にしもんぐち）」と表記されている文献もあり。

### 馬場町口
福島城馬場町口（ばばちょうぐち）とは、福島城北西端の外曲輪に存在した出入口のことである。現在の郭内通り（市道名不明・中町と本町との町境）と福島市道中町・柳町線（密語橋通り）の交差部に位置していた。一時期馬場町口が存在した周辺に馬場町という町名が存在していたことが由来とされている。

### 大手口
福島城大手口（おおてぐち）とは、福島城北側の外曲輪に存在した正面口のことである。現在の福島警察署前交差点のほぼ中央に位置していた。「追手先（おってさき）」と表記されている文献もあり。
福島市にある「大町」及び「上町」その町名の由来は「大手口」が大きく関係している。「大町」及び「上町」の町名は共に「福島城の正面口（大手口）に接していた町」と同じ意味を持つ。福島城下7町の中でも旧来の上町（＝現在の大町・上町）は最も広い面積であったが、明治に入り町の中心を縦断する大門通り（＝現在の県庁通り）で東西2町に分かれ「大町」「上町」が形成された。江戸時代の名残で例大祭の山車は大町上町共通で1台を保有している。
- 「上町」とは城主（御上）が居住する福島城に最も近い町（＝「御上の町」）城正面の大手口に接した場所を意味する。上町の町名は江戸時代以前から存在する古い町名である。旧来の上町を大門通りで東西で2分割する際、上町の町名をそのまま継承し現在の「上町」が形成された。
- 「大町」とは「大手口前の町」という意味で命名された。明治に生まれた町名で旧来の上町を大門通りで東西で2分割する際、西半分を「大町」として独立させた。

### 三の丸口
福島城三の丸口（さんのまるぐち）とは、福島城北東側の外曲輪に存在した出入口のことである。現在の国道4号（福島南バイパス）の舟場町交差点から数十メートル北付近に位置していたとされる。バイパス道路の開発により当時の町割りや外堀も含め、現在その名残を感じることは不可能に近い。「通船場口（とおりふなばぐち）」と表記されている文献もあり。

## 遺構
- 紅葉山公園 - 福島城内にあった庭園の跡である。内堀土塁の一部が残る。
- 福島城内堀土塁跡 - 福島県庁西庁舎の南側、福島第一小学校の校庭、共に内堀土塁が残る。
- 密語橋、福島城外堀跡 - 杉妻会館庭園内に密語橋を模した石橋が残る。

## 遺物
2001年に福島警察署分庁舎建設に伴う旧二の丸堀跡の発掘調査が行なわれ、「三引両」の文様が施された漆器が出土した。「三引両」は伊達氏の家紋の一つであり、福島城と伊達氏との関わりを示す重要な遺物である。
2014年の福島県庁北庁舎建設および大原綜合病院建て替えのため発掘調査が行われ、出土遺物は江戸時代に使われたと思われる陶磁器や木製品、福島城の物と推定される瓦が多く出土。また古墳時代の素焼きの土器、室町から江戸時代の陶磁器・瓦・漆器・木製品なども約200点出土。戦国時代、伊達氏の支城であった頃の「杉妻城」の遺物として確認された。ほかに遺存状態が良好な木製品も多く出土した。

## 呼称
福島城以前は、大仏城または杉妻城・杉目城と呼ばれていた。

### 大仏城
正式な読みは「だいぶつじょう」。一部近代の文献に「おさらぎじょう」と記述されていることがあるが、これは大正に大佛次郎（おさらぎじろう）の小説が流行した折りに大仏を「おさらぎ」と読むことが流行したことによる誤読が流布したものとされる。相模国鎌倉郡長谷では「おさらぎ」という地名の場所に大仏を建立した。いわゆる鎌倉の大仏で、地名に由来して鎌倉の大仏を「おさらぎ」と読むようになった。大仏と書いて「おさらぎ」と読むのは鎌倉の大仏のみである。
上記のように近代に流行した「おさらぎ」の読みに影響を受け、福島城跡地に隣接して架橋した大仏橋（おさらぎばし）や、旧福島城周辺に位置する学校の校歌にも、福島城跡を指す名称として歌詞に「おさらぎ」が使用されている。

### 杉妻城・杉目城
杉妻・杉目にあった城という意味で呼称されていた。読み方は共に「すぎのめじょう」。
ちなみに杉妻・杉目とは、現在の旧城下町から福島城南エリア（杉妻地域）にかけての地名や地域の総称として使われていた名称とされる。
杉妻と表記し「すぎつま」と読むようになったのは、明治に入り旧福島城郭内の地名に杉妻町（一時期は杉妻）を町名に採用したことが発端である。
現在では福島城跡（杉妻城）の町名には近代に呼称された「すぎつま」を採用。杉妻支所管轄エリアには本来の「すぎのめ」を採用している。